# Aisea Tohi
Aisea Tohi (ur. 15 kwietnia 1987) – lekkoatleta z Tonga, sprinter, którego specjalizacją jest bieg na 100 metrów. Jego rekord życiowy na tym dystansie wynosi 11,10 sek. Uczestniczył w Mistrzostwach Świata w 2007 i 2009 roku oraz Igrzyskach Olimpijskich w 2008 roku. Na żadnej z tych imprez nie udało mu się awansować do drugiej rundy konkursu.

## Rekordy życiowe
| Dystans            | Wynik | Miejsce    | Data         |
| ------------------ | ----- | ---------- | ------------ |
| Bieg na 60 metrów  | 7,24  | Walencja   | 7 marca 2008 |
| Bieg na 100 metrów | 10,81 | Nukuʻalofa | 2008         |